# Polisportiva Amicacci Giulianova
La Deco Metalferro Amicacci Abruzzo è una società sportiva paralimpica di pallacanestro in carrozzina, con sede a Giulianova, militante in Serie A e, dal maggio 2023, insignita dal Comitato olimpico nazionale italiano della stella di bronzo al merito sportivo.

## Roster 2024-2025
Aggiornato al 23 agosto 2024.
|    | Naz.                                  | Ruolo | Sportivo               | Anno |  |  | Note |
| -- | ------------------------------------- | ----- | ---------------------- | ---- |  |  | ---- |
| 0  | Australia (bandiera)                  | AG    | Jaylen Brown           | 2004 |  |  | 3.5  |
| 5  | Italia (bandiera)                     | A     | Gabriel Benvenuto      | 2001 |  |  | 3.0  |
| 6  | Australia (bandiera)                  | P     | Tomas Klein            | 2000 |  |  | 2.5  |
| 8  | Italia (bandiera)                     | C     | Galliano Marchionni    | 1981 |  |  | 4.5, |
| 10 | Italia (bandiera)                     | A     | Luigi Topo             | 2007 |  |  | 3.0  |
| 18 | Belgio (bandiera) · Italia (bandiera) | GA    | Dimitri Tanghe         | 1989 |  |  | 3.5  |
| 23 | Italia (bandiera)                     | G     | Simone Giuranna        | 2003 |  |  | 2.5  |
| 24 | Portogallo (bandiera)                 | C     | Ibrahim Mandjam        | 1998 |  |  | 4.0  |
| 27 | Italia (bandiera)                     | G     | Joel Boganelli         | 2006 |  |  | 1.0  |
| 44 | Italia (bandiera)                     | C     | Francesco Greco Brakus | 2001 |  |  | 4.5  |
|    | Italia (bandiera)                     | G     | Domenico Beltrame      | 1990 |  |  | 2.5  |
|    | Australia (bandiera)                  | G     | Eithen Leard           | 2005 |  |  | 2.0  |

### Staff tecnico
| Allenatore:                     | Carlo Di Giusto              |
| Assistenti:                     | Andrea Accorsi, / Özcan Gemi |
| Scorer:                         | Adriana D'Andrea Ricchi      |
| Meccanico:                      | Lorenzo Maggiolini           |
| Dirigente Accompagnatore:       | Moreno Tiengo                |
| Dirigente addetto agli arbitri: | Giancarlo D'Alessandro       |

## Palmarès

### Competizioni nazionali
- Supercoppa italiana: 1

2022
- Campionato italiano: 1

2022-2023

### Competizioni internazionali
- EuroCup 1 (Coppa Vergauwen): 1

2011-2012
- EuroCup3 (Challenge Cup): 1

2010-2011

### Altri piazzamenti
- Finalista di EuroCup 2 (Brinkmann Cup)

2016
- Finalista play-off Scudetto

2017-2018, 2021-2022
- Finalista di Coppa Italia

2022
- Finalista di Champions Cup

2024-2025